# 三布告
本項での三布告（さんふこく）とは、1945年（昭和20年）9月2日に連合国軍最高司令官総司令部(GHQ)から出された日本占領政策の最初の布告である。日本国民に直接布告される予定であったもので、GHQによって、占領下の日本に軍政を直接敷くことを目的としたものであるが、ジャパン・ロビーの尽力や同じ占領行政下にあったドイツと事情が異なっていたこともあり、ごく一部の例を除いて白紙になった。

## 背景
連合国側、とりわけアメリカが日本の占領政策の検討に入ったのは、太平洋戦争の主戦場がソロモンであった1943年ごろである。以降、1944年にかけて統合参謀本部、陸軍省、海軍省、財務省など関係官庁が、それぞれ独自の対日統治案を作成していた。しかし、これでは統治案が乱立して統一性を欠くことから1944年12月に国務・陸軍・海軍調整委員会（SWNCC）が設立され、以降はSWNCCの下で統治案が検討されることとなった。
1945年に入ると、硫黄島、沖縄と戦線が日本に接近し、いずれはダウンフォール作戦で日本本土上陸、という計画も視野に入ってきた。そのさなかの5月7日、4月3日に太平洋戦線の全アメリカ陸軍部隊の総司令官に就任していたダグラス・マッカーサー陸軍元帥が、将来の日本における占領統治の最高責任者に決定し、マッカーサーの下で統治機構の骨組みが急速に形成されていくこととなった。ところが、「日本の突然の崩壊や降伏に備えて」かねてからブラックリスト作戦と呼ばれる占領統治計画案を検討・作成していたにもかかわらず、いざ日本の降伏間近となった段階になった時点ですら、そのことが案の作成者の予想よりも早かったのか、機構の整備は十分ではなかった。またポツダム宣言には、GHQがどのような形で日本を統治するのかについては、ぼやかした表現でしか記されていなかったし、アメリカ政府自体もまた、占領方針に関しては確定していなかった。そしてそのこと、統治形式こそが日本政府の当座の一大関心事であった。

## 「日本國民ニ吿グ」

### 通告
戦艦「ミズーリ」艦上での日本の降伏文書調印式も終えた9月2日の午後4時過ぎ、終戦連絡事務局横浜事務局長の鈴木九萬は、占領政策担当でマッカーサーの副参謀長のリチャード・マーシャル陸軍少将から、当時は横浜税関におかれていた連合軍最高司令部に出頭するよう命じられる。マーシャルは鈴木に対し、連合国軍がいずれは東京に進駐することを告知した上で、以下の布告を9月3日午前10時に発表する、と通告した。これがいわゆる「三布告」であった。
布告原文は「マッカーサーの名において」発せられ、「日本國民ニ吿グ」で始まり、概ね以下のような内容であった。
- 布告第一号：立法・行政・司法の三権は、いずれもマッカーサーの権力の管理下に置かれ、管理制限が解かれるまでの間は、日本国の公用語を英語とする。
- 布告第二号：日本の司法権はGHQに属し、降伏文書条項およびGHQからの布告および指令に反した者は軍事裁判にかけられ、死刑またはその他の罪に処せられる。
- 布告第三号：日本円を廃し、B円と呼ばれる軍票を日本国の法定通貨とする。

マーシャルはさらに布告第三号に関してB円の現物を鈴木に見せ、すでに3億円分のB円を占領各部隊に配布してあることを伝えた。布告を日本国民に知らせるためのポスターも約10万枚用意してあった。
直接的な軍政で日本を統治することが明白な布告であったが、実はこの布告自体が8月7日に最終決定された「ブラックリスト作戦」案と内容を異にするものであった。案は直接統治形式が軸ではあるものの、日本に残存する行政組織に最大限利用する予定であり、この点は布告第一号で記された三権のGHQ支配云々の文言とは正反対である。軍票関連の布告第三号に関しても、マッカーサーの日本到着以前における諸交渉で、津島壽一大蔵大臣と大蔵官僚の橋本龍伍が、渉外委員会委員長有末精三陸軍中将を通じて使用を回避するよう懇請していた。しかし、結果的にはこれまでの経緯や日本政府からの懇請を無視された形で通告され、しかも当の布告まで一日もなかった。

### 白紙撤回
布告を突きつけられた鈴木は、マーシャルに布告に反対する旨告げるとすぐさま東京に向かい、政府に事の次第を報告する。東久邇宮内閣は鈴木からの報告により緊急閣議を開き、外務官僚で終戦連絡中央事務局長官の岡崎勝男を横浜に急行させ、命を受けた岡崎はホテル・ニューグランドにいたマーシャルと会談を行った。岡崎とマーシャルの深夜の会談の結果、とりあえず9月3日午前10時の布告公表は差し止めとなった。続いて内閣から重光葵外務大臣が総司令部に赴き、マッカーサーとの交渉に臨むこととなった。
当初計画では布告が発表されて30分後にあたる9月3日午前10時半、重光とマッカーサーの対談が始まる。重光は、布告は「天皇制の維持と政府を認めている」ポツダム宣言に反し、国民も政府を信頼していることを切り出したうえで、布告に関して日本は認めがたく、行政上の問題が生じても政府がタッチできないので混乱が巻き起こるだろうから、布告は受け入れがたいと主張。これに対してマッカーサーは、日本は敗戦国ゆえに課せられた義務は必ず遂行するべきであり、自分もそれを期待していると説いた一方で、日本を破壊したり国民を奴隷にすることは考えておらず、布告は日本政府から発してもよいと述べ、要は政府次第であると返答した。ここで参謀長のリチャード・サザランド陸軍少将が重光の意図をマッカーサーに伝え、布告を「日本政府に対する総司令部命令」に変えるよう進言した。はたして布告は総司令部命令に差し替えられ、同時に布告中止の総司令官命令も発せられて軍政の施行は中止となった、はずであった。

### 館山
東京湾要塞の一角として軍事上の要衝である千葉県館山市だけは、9月3日から4日間の軍政が敷かれた。高校教師からNPO法人安房文化遺産フォーラム代表に転じた愛沢伸雄らの調査などを総合すると、主な経過は以下のとおりであった。
館山は連合軍進駐に伴う日本軍諸部隊の第一次撤退地域の中にあった。8月22日5時発表の大本営及帝国政府発表でも、警察や海軍保安隊など治安維持のための人員を残して撤収することが明記されていた。連合軍先遣隊の進駐は8月26日から、先遣隊のうち沿岸水域を占領する部隊の進駐は1日早い8月25日からそれぞれ予定されていたが、折から襲来した台風によって2日順延となった。2日後の8月28日から厚木飛行場を手始めに先遣隊が日本に進駐を開始し、同じ8月28日に「アメリカ第8軍の一部が9月1日に館山航空基地に上陸して占領を行う」ことを日本側に通告した。8月30日、館山では基地周辺の一般住民に退去を通告した上で、房総西線那古船形駅以南と房総東線安房鴨川駅以南を運転休止にし、上陸してくるアメリカ第8軍を無事に迎え入れる準備を終えた。
8月31日午前、アメリカ第8軍先遣隊の一部235名が館山に上陸したが、この日に上陸した部隊の風紀はよくなく、9月1日にかけて乱暴狼藉、物品略奪および一般人の拉致暴行が合計36件記録された。次いで9月3日9時20分、上述の重光・マッカーサーの会談からさかのぼること約1時間前、アメリカ第8軍第11軍団第112騎兵連隊約3,500名が館山に上陸し、司法・商業・娯楽および教育に関する制限令を次々に発して事実上の軍政を開始した。市民の夜間外出も19時から翌朝5時までの間は禁止となった。館山の終戦連絡委員会はこの事態に驚き、「（館山での軍政は）ポツダム宣言の条項と矛盾し、一般の市民生活に大きな障害を与えている」旨を日本政府に伝えた。9月5日には一部報道機関も館山での軍政を伝えたものの、翌9月6日に訂正報道があり軍政が「否定」された。9月7日にいたり、学校の再開や慰安施設の許可などが出され、事実上の軍政は一応の終わりを告げた。
愛沢は、「アメリカ軍は東京湾岸をはさむ館山と横浜に、それぞれ正規軍を上陸させ、首都制圧へのはさみ撃ち作戦を計画していた。」、「アメリカ占領軍は、館山での行政や市民の様子を見てから、日本での占領政策を考えていこうとした可能性がある。」としている。もっとも、その根拠や出典については明らかにしていない。

## 布告の真意
この布告がそのまま実施されていれば、日本本土も沖縄と同じ扱いを受けていたことになることも考えられたが、上述のように重光・マッカーサー会談の結果、館山での4日間を除いて日本本土における軍政の施行はなくなり、ポスターもすべて回収されて処分され、B円も使用にこだわる部局との調整を経て、概ね回収された。
過酷な内容の布告が一度は作成された背景としては、マッカーサーらが実際に目の当たりにするまでの、伝聞や想像からできあがった「日本の事情」もからんでいる。長く戦場にいたマッカーサーらにとっては、日本の事情は、ヒトラー自殺後の内閣やフレンスブルク政府がすべて否定され、中央政府の存在そのものが「抹殺」されたドイツと同じようなものとみなしていた節があり、これが「三布告」が作成された背景だとする。しかし、降伏から交渉、進駐と連合軍との諍いもなく順調に進んだことを目の当たりにして、日本政府に関する見方を根本から変えた。当のドイツでの直接統治方式がうまくいかずマイナスとみなされていたこと、昭和天皇の扱いに関してジョセフ・グルー元駐日大使に代表される知日派の「天皇の威光を介した占領統治」の主張が、最高責任者たるハリー・S・トルーマン大統領の考え方にマッチしたのも幸いした。元扶桑社役員で著述家の河原匡喜は、「マッカーサーは日本人の武士道を信じて」、「自分の信じる『日本人』に占領政策の遂行を賭けた」としている。ただ、実際の事情や山積する問題解決のために、時にはアメリカ政府の意向に反するGHQの独断専行な行動も目立った。
また、大筋では間接統治が決まっていたものの、最終的にその方向性が決定されたのは、マッカーサーら総司令部一行が東京に移動してからの9月中旬に入ってからのことであり、それまでは直接統治派と間接統治派の意見が真っ向から対立していた。三布告や館山への軍政施行は、二つの意見が対立していた時期の副産物の一つとみなすこともできる。なお、マッカーサー自身は長期的には直接統治、一時的には間接統治が有効とみており、GHQの中枢を占めた要人は、直接統治を念頭に人選が行われたものであった。